# St. Anna (Oberoppurg)

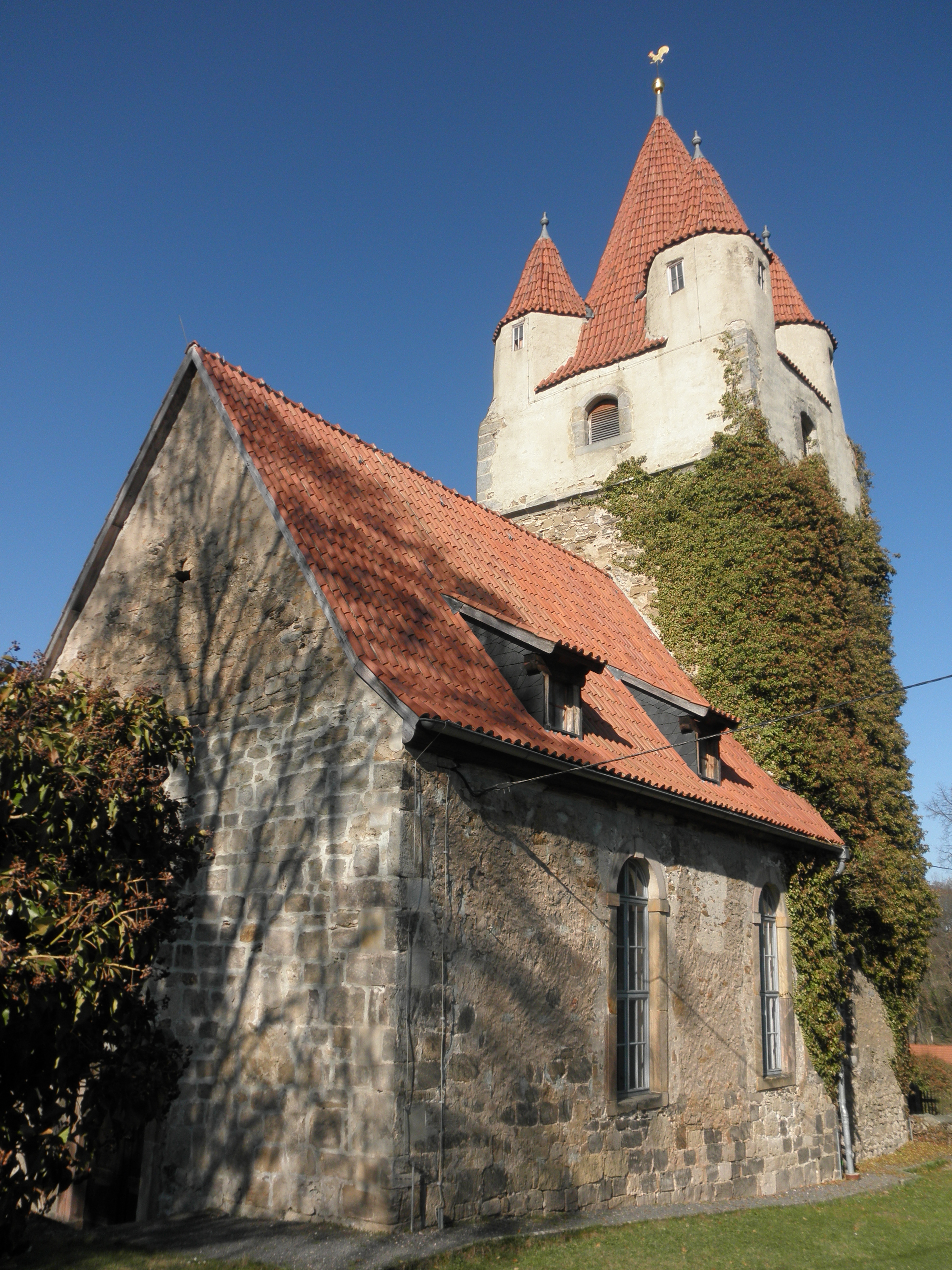
Die Kirche

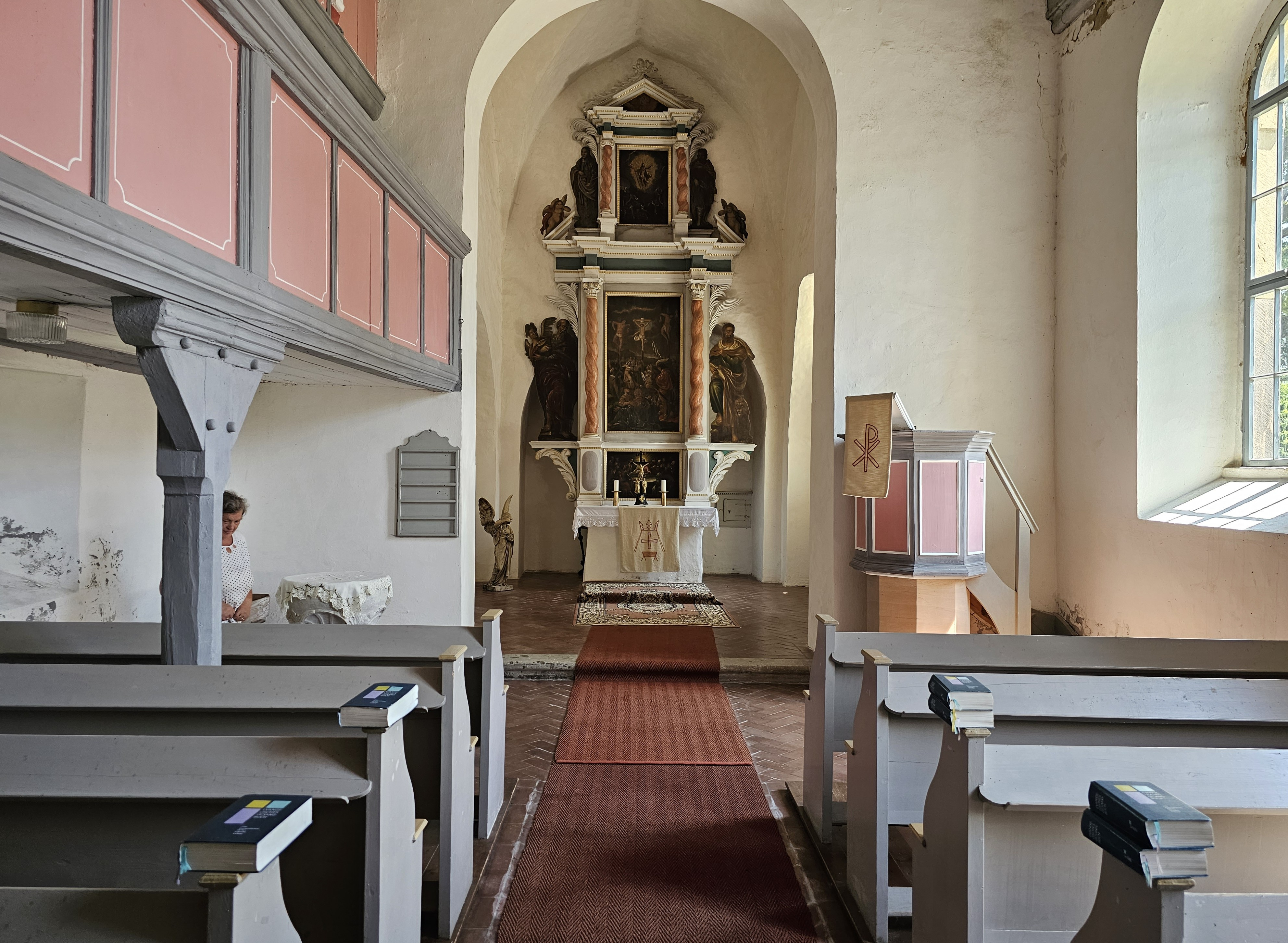
Innenraum, Blick nach Osten (2023)

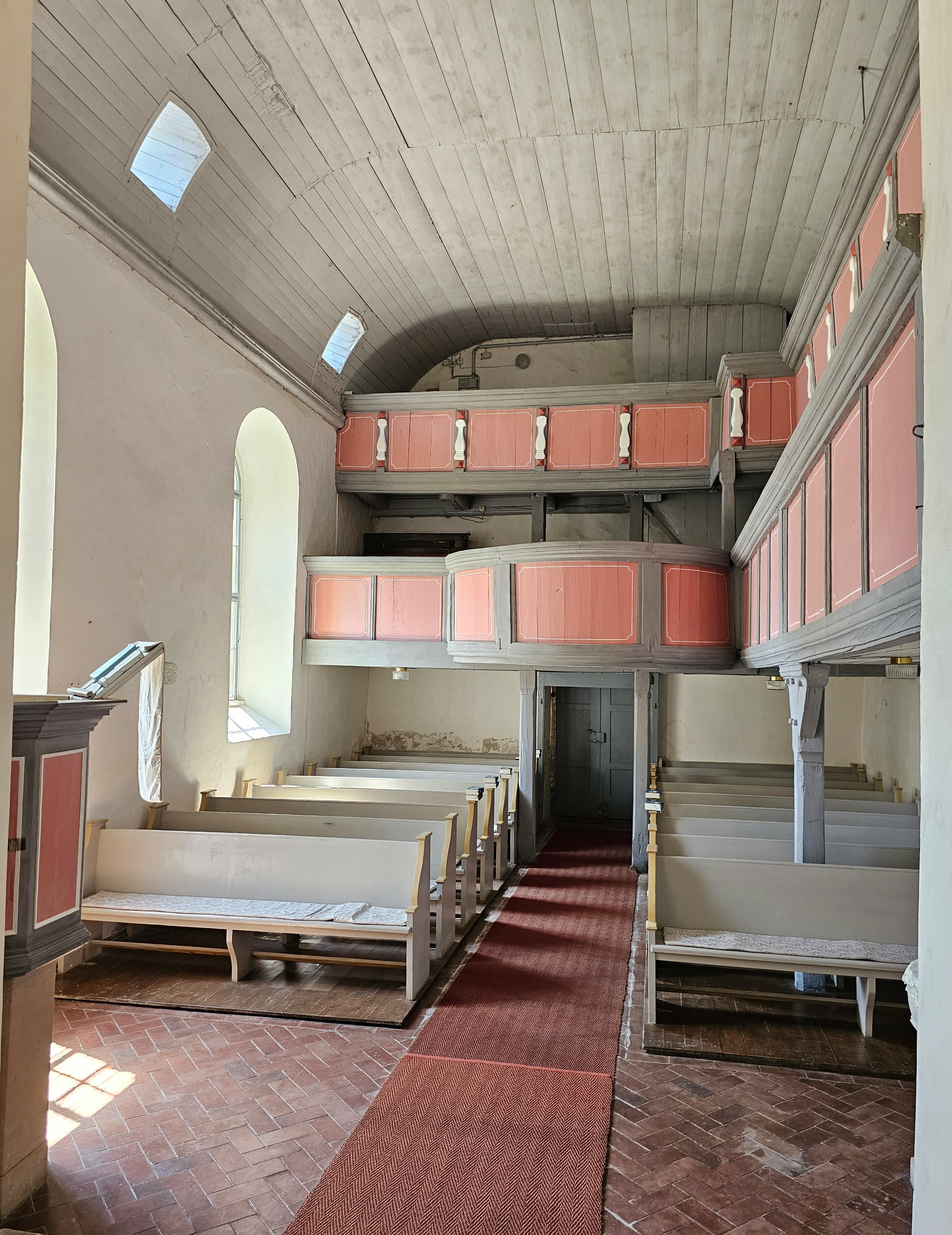
Innenraum, Blick nach Westen

Die evangelische Dorfkirche St. Anna in Oberoppurg befindet sich in der Gemeinde Oberoppurg im Saale-Orla-Kreis in Thüringen.

## Lage
Oberoppurg liegt am südlichen Rande des Orlatals am Übergang in die Nordabdachung in das Thüringer Schiefergebirge. Die Dorfkirche liegt mitten im Ort auf einer Anhöhe, umgeben von einer niedrigen Mauer.

## Kirche
Der vier mal vier Meter große  Chor ist hochgotisch. Die nördlich angelegte spätgotische Sakristei besitzt eine spitzbogige Tür und ist mit einem spätgotischen rippenlosen Kreuzgewölbe überwölbt. Der spitzbogige Triumphbogen ist später rundbogig gebaut worden. Das Spitzbogenfenster im Chor ist ca. 650 Jahre alt. Das 10 Meter lange und 6,9 Meter breite Langhaus scheint im 16. Jahrhundert erbaut worden zu sein und wurde im 18. Jahrhundert überholt, vielleicht aufgestockt. Über eine hölzerne Außentreppe an der Nordseite ist der tonnengedeckte Emporenraum zu erreichen.
Das Innere der Wehrkirche besitzt einen reichen Altaraufsatz von 1680 mit einem Abendmahlgemälde. Darüber befindet sich noch ein großes Kreuzigungsgemälde von korinthischen Säulen gefasst. Seitlich auf Konsolen lebensgroße bunte Figuren von Matthäus und Markus. Eine Orgel besitzt die Kirche schon lange nicht mehr; zur Gemeindebegleitung wird ein Harmonium oder Keyboard benutzt.
Dach und Fassade wurden im Jahr 2000 restauriert.

## Turm
Der hochgotische zu zwei Dritteln efeubewachsene Chorturm der Pfarrkirche stammt aus dem Mittelalter, ist mit einem mittigen Spitzhelm sowie mit vier Ecktürmen versehen und macht einen sehr wuchtigen Eindruck. Hauptturm und Ecktürme tragen Kegelhauben. 1783 wurde der Turm nach einem Blitzschlag erneuert und bekam die mittelalterlichen Hauben wieder.
Die aus den Jahren 1520 und 1617 stammenden Glocken sind intakt.

## Pfarrer
Joseph Ferdinand Wacker war von 1848 bis 1869 Pfarrer in Oberoppurg.